# Ariel (La Sireneta)
Ariel és un personatge de ficció de la pel·lícula d'animació de Walt Disney Pictures La Sireneta (1989). Ariel té la veu de Jodi Benson en totes les aparicions animades oficials. Ariel és la filla petita del rei Tritó i la reina Atena d'un regne submarí anomenat Atlantica. Sovint és rebel i, a la primera pel·lícula, anhela formar part del món humà. Es casa amb el príncep Eric, a qui va rescatar d'un naufragi, i junts tenen una filla, Melody. És la quarta princesa de Disney i també la primera princesa de Disney que es va desenvolupar durant el Renaixement de Disney.
El personatge es basa en el personatge principal del conte de fades de Hans Christian Andersen de 1837 "La sirenita", però es va convertir en una personalitat diferent per a l'adaptació cinematogràfica d'animació de 1989. Ariel ha rebut una recepció mixta de la crítica; algunes publicacions com Time la critiquen per ser massa devota a Eric, mentre que d'altres, com Empire, lloen el personatge per la seva personalitat rebel, una diferència amb els papers anteriors de les princeses Disney. Halle Bailey retrata una versió d'acció en viu del personatge a l'adaptació de 2023 de la pel·lícula original de 1989.

## Aparicions
- La Sirenenta (1989)
- The Little Mermaid (TV series) (1992-1994)
- The Little Mermaid II: Return to the Sea (2000)
- The Little Mermaid: Ariel's Beginning (2008)
- En Ralph destrueix internet (2018)
- La Sireneta (2023)
- Once upon a studio (2023)